# 1825 au royaume uni des Pays-Bas
Chronologie des Pays-Bas
- 1821
- 1822
- 1823
- 1824
- 1825
- 1826
- 1827
- 1828
- 1829

Cette page recense des événements qui se sont produits durant l'année 1830 du calendrier grégorien au royaume uni des Pays-Bas.

## Chronologie

### Février
- 4 février : rupture de digues à de Groningue[1]. Les marais environnants sont, durant le printemps et l’été 1826, la cause d’une dure épidémie de « fièvre intermittente » affectant 10 % de sa population.

### Juin
- 14 juin : le roi Guillaume Ier entre en conflit avec l'Église catholique au sud du pays. Plusieurs dizaines de petits séminaires sont fermés et remplacés par un Collège philosophique unique à Louvain. Le roi intervient également dans la nomination des évêques.

### Juillet
- 21 juillet : début de la guerre de Java dans les Indes orientales néerlandaises entre les forces armées du Royaume uni des Pays-Bas et les rebelles de Yogyakarta.

## Naissances
- 22 février : Pierre Thielemans, compositeur et organiste belge († 3 décembre 1898).
- 19 mars : Joseph Stallaert, peintre belge († 25 novembre 1903).
- 9 septembre : Dieudonné Dagnelies, chef d'orchestre et compositeur belge († 19 juin 1894).

## Décès
- 8 décembre : Jacques Joseph Spaak, peintre et poète (° 26 juin 1742).